# Nieuw-Lekkerland

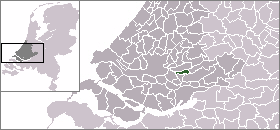
position i Zuid-Holland

Nieuw-Lekkerland är en historisk kommun i provinsen Zuid-Holland i Nederländerna. Kommunens totala area är 12,77 km² (där 2,37 km² är vatten) och invånarantalet är på 9 539 invånare (2004).